# Гусев
Гусев (рус. Гусев) град је у Калињинградској области у Русији. Град има око 28.077 становника, по процени из 2011. године. У Гусеву се налазе фабрика електричних уређаја и фабрика трикотаже.

## Историја

### Оснивање
Име града у немачкој верзији Гумбинен помиње се први пут у једном документу из 1580. године. Име потиче вероватно од једне литванске речи која означава ушће двеју река. И заиста, Гусев се налази на таквом месту.
У време Тридесетогодишњег рата село Гумбинен је било веома мало, али је већ тада имало цркву.

### 18. и 19. век
Током татарске инвазије на Русију 1656. и током времена велике куге 1709. – 1711. Гумбинен је тешко страдао. Тек када је пруски краљ Фридрих Вилхелм I поново оживео програм насељавања читаве Источне Пруске, Гумбинен је добио статус града. У Гумбинене су се доселили насељеници из Салцбурга. Током Седмогодишњег рата Гумбинен су освојили Руси (од 1758. до 1762. године). Током Наполеоновог похода на Русију 1812. кроз Гумбинен су прошли Французи, а сам француски цар је у њему провео четири дана.

### Први и Други светски рат
Током Првог светског рата Гумбинен су заузеле руске трупе. У августу 1914. дошло је у околини града до једне велике битке између руске и немачке војске. Крајем Другог светског рата Гумбинен је престао да буде немачки град. 1944. почело је бекство свих 24000 становника. У пролеће 1945. у Гумбинен су ушле совјетске трупе.

### Епоха Совјетског Савеза
1946. град Гумбинен је преименован у Гусев и припојен Русији. Гусев је постао центар рејон Гусев у оквиру Калињинградске области. У ово време град су населили Руси из централен Русије.

### Руска федерација
Након пропасти Совјетског Савеза Гусев се нашао у једној руској енклави. Каљинградска област постала је отворена.

## Становништво
Према прелиминарним подацима са пописа, у граду је 2010. живело становника, (%) више него 2002.
| 1939.  | 1959.  | 1970.  | 1979.  | 1989.  | 2002. | 2010.  |
| ------ | ------ | ------ | ------ | ------ | ----- | ------ |
| 22.181 | 14.174 | 22.053 | 24.574 | 27.031 | [ 2 ] | 28.260 |

## Партнерски градови
- Пабјањице
- Голдап
- Kazlų Rūda
- Вавкависк